# 纳于雅
纳于雅（法語：Nahuja，法語發音：[na.yʒa] ⓘ）是法国东比利牛斯省的一个市镇，属于普拉德区。

## 地理
纳于雅（42°25'30"N, 1°59'43"E）面积5.6 平方千米，位于法国奧克西塔尼大區东比利牛斯省，该省份为法国大陆部分最南部的省份，涵盖了北加泰罗尼亚，北起奥德省，西接阿列日省和安道尔，南与西班牙接壤，东临地中海。
与纳于雅接壤的市镇（或旧市镇、城区）包括：圣莱奥卡迪、奥塞雅、马达姆堡。
纳于雅的时区为UTC+01:00、UTC+02:00（夏令时）。

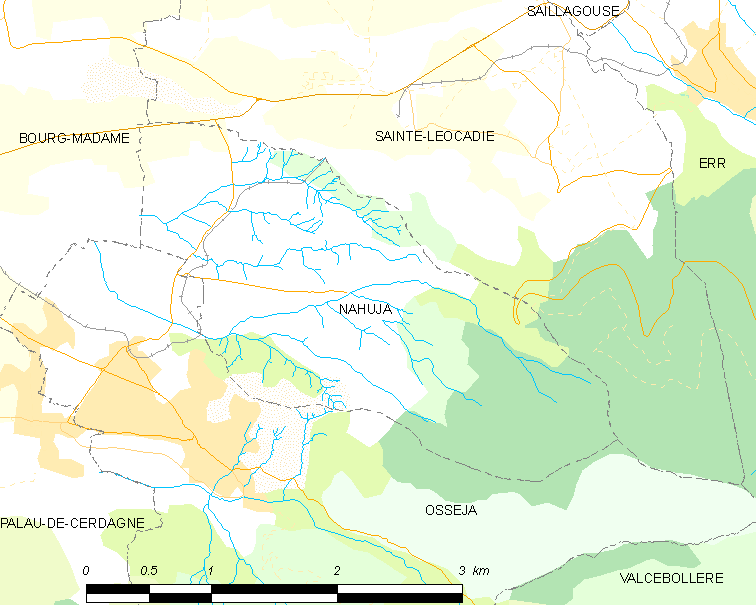
纳于雅的OSM定位图

## 行政
纳于雅的邮政编码为66340，INSEE市镇编码为66120。

## 政治
纳于雅所属的省级选区为加泰罗尼亚比利牛斯县。

## 人口

1962-2008年间纳于雅人口变化图示

纳于雅于2022年1月1日时的人口数量为75人。